# Кочаш, Сади
Сади Кочаш (1919 — 12 января 1998) — турецкий военный и политик. Один из организаторов государственного переворота 1960 года. В 1961 году уволился из армии и вступил в Республиканскую народную партию. После государственного переворота 1971 года недолгое время занимал пост вице-премьера в правительстве Нихата Эрима.

## Биография
Родился в 1919 году в Карамане. Позднее его семья поселилась в Стамбуле. В 1940 году окончил Турецкую военную академию в звании артиллерийского офицера. Впоследствии продолжил обучение и в 1950 году стал офицером штаба. В 1952-53 годах учился в Великобритании.
После окончания обучения служил в турецкой армии, а также работал в министерстве обороны. В 1954-56 годах занимал пост военного атташе в Бухаресте. В ноябре 1954 года участвовал в заговоре, целью которого было свержение Аднана Мендереса. На тот момент у него было звание майора. В 1957 году в Анкаре вступил в другую группу военных, недовольных правительством. В феврале 1959 года он убедил главнокомандующего сухопутными войсками Джемаля Гюрселя принять участие в перевороте, который в итоге произошёл в 1960 году. Вскоре после этого Кочаш был отправлен в качестве военного атташе в Лондон до 1961 года. В 1961 году уволился из армии в звании полковника.
В 1962 году Джемаль Гюрсель назначил Кочаша сенатором, он занимал этот пост до 1969 года. После этого он вступил в Республиканскую народную партию и был избран членом Великого национального собрания от ила Конья. 26 марта 1971 года был назначен вице-премьером в правительстве Нихата Эрима. 3 декабря того же года вместе с остальными членами кабинета Эрима ушёл в отставку. После этого ушёл из политики.

## Личная жизнь
Был женат, у него было двое дочерей. Умер 12 января 1988 года в Стамбуле, на следующий день похоронен на кладбище Зинджирликую.
Написал ряд книг, в том числе 2 тома мемуаров, опубликованных в 1977 и 78 годах. В своих мемуарах утверждал, что внутри государственного аппарата существует сверх-секретная структура, возглавляемая главой Национальной разведывательной организации Фуатом Догу. Это же утверждал и Нихат Эрим, в итоге в 1971 году им удалось добиться увольнения Догу с поста главы разведки.
Другая книга Кочаша, опубликованная в 1990 году, посвящена истории армян, а также истории армяно-турецких отношений.